# Sarothrura
Sarothrura es un género de aves gruiformes perteneciente a la familia Rallidae. Son originarias del África subsahariana, con dos especies presentes en Madagascar.

## Especies
Contiene las siguientes especies:
- Sarothrura pulchra - polluela pulcra;
- Sarothrura elegans - polluela elegante;
- Sarothrura rufa - polluela rufa;
- Sarothrura lugens - polluela cabecirroja;
- Sarothrura boehmi - polluela de Boehm;
- Sarothrura affinis - polluela estriada;
- Sarothrura insularis - polluela malgache;
- Sarothrura ayresi - polluela especulada;
- Sarothrura watersi - polluela de Waters.